# Tonkolo
Tonkolo est un village du Nord Cameroun, situé dans la commune de Guider et le département du Mayo-Louti, à proximité de la frontière avec le Tchad.

## Population
Lors du recensement de 2005, Tonkolo comptait 277 habitants.